# Associazione Sportiva Solbiatese 1965-1966
Questa voce raccoglie le informazioni riguardanti l'Associazione Sportiva Solbiatese nelle competizioni ufficiali della stagione 1965-1966.

## Rosa
| N. |                   | Ruolo | Calciatore          |
| -- | ----------------- | ----- | ------------------- |
|    | Italia (bandiera) | C     | Giannino Babbo      |
|    | Italia (bandiera) | C     | Giuseppe Bacher     |
|    | Italia (bandiera) | C     | Ivan Bertuolo       |
|    | Italia (bandiera) | A     | Mario Boetto        |
|    | Italia (bandiera) | A     | Guglielmo Carminati |
|    | Italia (bandiera) | A     | Antonio Cassin      |
|    | Italia (bandiera) | C     | Adelio Crespi       |
|    | Italia (bandiera) | A     | Renzo Dalle Crode   |
|    | Italia (bandiera) | P     | Bruno Fornasaro     |
|    | Italia (bandiera) | A     | Luciano Fregonese   |

| N. |                   | Ruolo | Calciatore        |
| -- | ----------------- | ----- | ----------------- |
|    | Italia (bandiera) | D     | Aurelio Galli     |
|    | Italia (bandiera) | C     | Giustino Ippolito |
|    | Italia (bandiera) | C     | Giampiero Mutti   |
|    | Italia (bandiera) | P     | Luigi Pisci       |
|    | Italia (bandiera) | D     | Roberto Prini     |
|    | Italia (bandiera) | A     | Giovanni Ridolfi  |
|    | Italia (bandiera) | A     | Aurelio Ripamonti |
|    | Italia (bandiera) | A     | Mario Rizzo       |
|    | Italia (bandiera) | A     | Tomaso Rossi      |
|    | Italia (bandiera) | D     | Francesco Taddei  |